# 中支那方面軍
中支那方面軍（也称华中方面军），日本侵华战争时期的一支军队。

## 建軍歷史
1937年9月11日，日军大本营组建上海派遣军，松井石根任司令官。10月7日第16师团转隶上海派遣军。
1937年10月29日，组建中支那方面軍，松井石根担任司令官，将上海派遣军（第3师团、第9师团、第11师团、第13师团、第101师团、第16师团）和新从日本本土调来的10月20日刚刚编成的第10军（第6师团、第18师团、第114师团）纳入其战斗序列，共计9个师团。

## 軍概要
- 通稱號：無
- 編成時期：昭和12年11月7日
  - 戰鬥序列解除：昭和13年2月14日
- 最終位置：南京
- 上級部隊：大本營

### 司令官
- 松井石根：昭和12年10月30日／大将

### 參謀長
- 塚田攻：昭和12年11月2日／少将

### 其他職務
參謀副長
- 武藤章：昭和12年11月2日／大佐

### 廢軍時之隷下部隊
- 上海派遣軍
  - 第3師團
  - 第9師團
  - 第13師團
  - 第101師團
  - 重藤支隊（台灣守備隊）第48師團
- 台灣守備混成旅團=重藤支隊、波田支隊、飯田支隊
  - 野戰重砲兵第5旅團
- 第10軍
  - 第6師團
  - 第18師團
  - 野戰重砲兵第6旅團
  - 國崎支隊(第5師團)

## 外部連結
- Wendel, Marcus. . Japanese 21st Army(中支那方面軍 (日本陸軍)).   [2008-03-27]. （原始内容存档于2006-10-29）.
- 帝國陸軍～その制度と人事～
- 日本陸海軍事典